# The King of Fighters XII
The King of Fighters XII (KOF XII) es la duodécima entrega de la saga The King of Fighters. El juego fue desarrollado por SNK Playmore para la placa Taito Type X2 y publicado además para las plataformas PlayStation 3 y Xbox 360.

## Desarrollo
La primera noticia importante sobre el juego fue la revelación de que todo el entorno gráfico será en alta resolución, rompiendo con la tradición de sprites repetidos a baja resolución de antiguas entregas de la saga. Nona, artista a cargo de las ilustraciones de las secuencias finales de The King of Fighters XI, se encargará del diseño de KOF XII. Los programadores han dado a entender que quieren crear el "juego de lucha en 2D definitivo". Nona lo reafirmó en la fiesta The King of Fighters Year End Party 2006 en Tokio.
El 14 de febrero de 2008 fue el día en que se mostraron por primera vez imágenes del juego en movimiento, confirmando la presencia de personajes como Benimaru Nikaido, Terry Bogard, Athena Asamiya y Kim Kaphwan en KOF XII. A mediados de septiembre se ofrecieron nuevas imágenes del juego, junto a la confirmación de personajes como Leona Heidern, Ralf Jones, Ryo Sakazaki, Robert García y Shen Woo.
En su mini-site sobre el Tokyo Game Show, SNK Playmore confirmó la presencia en el juego de Andy Bogard, Iori Yagami y Raiden.
Después se confirmaron los últimos 6 personajes Goro Daimon, Sie Kensou, Chin Gentsai, Clark Steel, Joe Higashi y Duo Lon

## Historia
Este juego sigue la historia aunque primeramente se había especulado sobre que en esta edición se cerraría la saga de Ash, luego fue desmentido, alegando que dicha saga terminaría con la próxima entrega, en The King of Fighters XIII; además de eso, personajes como Iori Yagami y Ash Crimson muestran cambios que tienen qué ver con lo ocurrido en el juego anterior, como el hecho de que Iori ya no posee sus características llamas púrpuras, debido a que Ash robó su magatama. Por esos detalles, este juego puede considerarse un tie-in o juego de enlace entre lo que sucedió en The King of Fighters XI y lo que ocurrirá en siguientes juegos de la saga. SNK Playmore declaró que incluiría sólo personajes que sean cruciales en futuras entregas, por ello muchos seguidores resultaron confundidos al ver en el roster de personajes a Mature, quien no aparecía desde el torneo del año 1996, cuando había sido presuntamente asesinada junto a su compañera Vice. En esta edición, Mature aparece con el traje de secretaria de Rugal, tal y como lo hizo en su debut en el torneo de 1994, aunque un detalle es el parche que lleva en su ojo derecho, igual al que Rugal usó luego de que Goenitz le arrancara el ojo. Este parche puede simbolizar que: Mature no murió, sino que sobrevivió y esta es una marca de aquella sanguinaria pelea o que, luego de que Ash haya obtenido los dos sellos que protegían la liberación de Orochi, los miembros del Hakkeshu (los ocho seguidores más próximos a Orochi -Goenitz, Mature, Vice, Yashiro, Shermie y Chris- hayan vuelto a la vida momentáneamente hasta que el sello sea nuevamente impuesto por el Three Sacred Treasures Team (Kyo Kusanagi, Iori Yagami y Chizuru Kagura).

## Personajes
- Ash Crimson
- Shen Woo
- Duo Lon
- Kyō Kusanagi
- Benimaru Nikaido
- Goro Daimon
- Terry Bogard
- Andy Bogard
- Joe Higashi
- Kim Kaphwan
- Athena Asamiya
- Sie Kensou
- Chin Gentsai
- Leona Heidern
- Ralf Jones
- Clark Steel
- Ryo Sakazaki
- Robert García
- Iori Yagami
- Raiden

### Personajes de versión consola
- Mature
- Elisabeth Branctorche